# Jan de Looper
Jan de Looper (ur. 2 maja 1914 w Hilversum, zm. 23 czerwca 1987 tamże) – holenderski hokeista na trawie, medalista olimpijski. Jego bratem był Henk, który także był hokeistą.
Pierwszymi i zarazem jedynymi igrzyskami dla de Loopera były igrzyska w Berlinie w 1936.  Podczas tych igrzysk sportowiec wraz z holenderską reprezentacją zdobył brązowy medal w hokeju na trawie (w czasie turnieju Holendrzy przegrali tylko półfinałowy mecz z Niemcami). De Looper wystąpił we wszystkich pięciu meczach, podobnie jak brat Henk.